# HVV Tubantia in het seizoen 1961/62
Het seizoen 1961/1962 was het zevende jaar in het bestaan van de Hengelose betaaldvoetbalclub Tubantia. De club kwam uit in de Tweede divisie en eindigde daarin op de zesde plaats. Tevens deed de club mee aan het toernooi om de KNVB beker, hierin werd de club in de tweede ronde, na verlenging, uitgeschakeld door Enschedese Boys (2–3).

## Wedstrijdstatistieken

### Tweede divisie
|       | Baronie | EDO   | De Graafschap | Helmondia '55 | LONGA | N.E.C. | Oldenzaal | PEC   | RCH   | Roda Sport | UVS   | Velox | Zwartemeer | Zwolsche Boys |
| ----- | ------- | ----- | ------------- | ------------- | ----- | ------ | --------- | ----- | ----- | ---------- | ----- | ----- | ---------- | ------------- |
| Thuis | 2 – 1   | 6 – 0 | 1 – 2         | 4 – 2         | 2 – 2 | 1 – 4  | 1 – 3     | 1 – 2 | 1 – 1 | 3 – 0      | 1 – 1 | 3 – 1 | 1 – 1      | 3 – 1         |
| Uit   | 2 – 0   | 0 – 1 | 0 – 2         | 1 – 1         | 2 – 3 | 2 – 1  | 1 – 3     | 5 – 1 | 1 – 0 | 5 – 2      | 0 – 3 | 7 – 1 | 0 – 0      | 2 – 4         |

### KNVB beker
| 1e ronde                                        | Oldenzaal                       | 1 – 3 (0 – 2)                      | Tubantia                                                 |
| 21 oktober 1961 Plaats: Oldenzaal Het Heuveltje | Johan Beuvink 89'               |                                    | 17' Frans Olde Riekerink 17' Klaas Snip 81' Willy Roters |
| 2e ronde                                        | Enschedese Boys                 | 3 – 2 (2 – 1, 2 – 2) Na verlenging | Tubantia                                                 |
| 31 maart 1962 Plaats: Enschede Heekpark         | Henk Leusink Abe Lenstra –', –' |                                    | –', –' Frans Olde Riekerink                              |

## Statistieken Tubantia 1961/1962

### Eindstand Tubantia in de Nederlandse Tweede divisie 1961 / 1962
| Stand | Gespeeld | Gewonnen | Gelijk | Verloren | Punten | Doelpunten voor | Doelpunten tegen |
| ----- | -------- | -------- | ------ | -------- | ------ | --------------- | ---------------- |
| 6e    | 28       | 12       | 6      | 10       | 30     | 52              | 49               |

### Topscorers
| #      | Naam                 | Goal |
| ------ | -------------------- | ---- |
| 1.     | Frans Olde Riekerink | 12   |
| 2.     | Benny Haghuis        | 5    |
| 2.     | Willy Roters         | 5    |
| 2.     | Jan Ruinemans        | 5    |
| 2.     | Hennie Spoolder      | 5    |
| 6.     | Hennie ter Beek      | 4    |
| 6.     | Ton Dekker           | 4    |
| 6.     | Jan Olde Riekerink   | 4    |
| 9.     | Klaas Snip           | 3    |
| 10.    | Arnold Bosch         | 2    |
| 10.    | Jacky Jurissen       | 2    |
| 12.    | Olde Riekerink       | 1    |
| Totaal | Totaal               | 52   |

| #      | Naam                 | Goal |
| ------ | -------------------- | ---- |
| 1.     | Frans Olde Riekerink | 3    |
| 2.     | Willy Roters         | 1    |
| 2.     | Klaas Snip           | 1    |
| Totaal | Totaal               | 5    |

## Voetnoten
Baronie · EDO · De Graafschap · Helmondia '55 · LONGA · N.E.C. · Oldenzaal · PEC · RCH · Roda Sport · Tubantia · UVS · Velox · Zwartemeer · Zwolsche Boys